# Hallabaloo
Hallabaloo är en låt framförd av Danne Stråhed i Melodifestivalen 2022. Låten som deltog i den första deltävlingen, gick vidare till semifinal (som tidigare hette andra chansen), men åkte ut.
Låten är skriven av artisten själv, Fredrik Andersson och Erik Stenhammar.